# باول دوركين
باول دوركين (بالإنجليزية: Paul Durkin)‏ هو حكم كرة قدم ولاعب كرة قدم بريطاني، ولد في 15 أغسطس 1955 في وايمث في المملكة المتحدة.

## روابط خارجية
- باول دوركين على موقع Soccerway.com (الإنجليزية)